# Tintín y los Pícaros
Tintín y los Pícaros (Tintin et les Picaros) es el vigésimo tercero y último de los álbumes de Las aventuras de Tintín publicados por su autor (Hergé).

## Trayectoria editorial
Es interesante notar que este álbum estuvo en cierta forma basado en el asunto de Régis Debray y los Tupamaros, ocurrido en Uruguay, mientras otros señalan que está inspirado en la Nicaragua de la familia Somoza.
El título que Hergé tenía originalmente pensado para él era el de Tintín y los bigotudos.
El álbum apareció en 1976 tras 8 años de preparación desde la publicación del anterior volumen (Vuelo 714 para Sídney). En ese año se tradujo a la mayoría de los idiomas en los que puede encontrarse, siendo la última traducción la edición griega, acabada en 1993.

## Argumento
La historia comienza con Tintín llegando a Moulinsart, donde es informado por el capitán Haddock que Bianca Castafiore ha iniciado una gira por la república sudamericana ficticia San Theodoros (La oreja rota), que es el país del derrocado general Alcázar. Al día siguiente Tintín, Haddock y el profesor Tornasol se enteran de que Bianca Castafiore, su sirvienta Irma, su pianista Wagner y los detectives Hernández y Fernández han sido arrestados bajo acusaciones de conspiración para derrotar al general Tapioca (dictador gobernante de turno de San Theodoros), y ellos tres (Tintín, el capitán y Tornasol) son acusados de planear la operación.
Tintín, Haddock y Tornasol viajan a San Theodoros para reunirse con el general Tapioca quien les retiene sin hacerlos prisioneros. Durante el curso de una visita turística a una pirámide «pazteca», organizada con el fin de que Tintín sea «rescatado» por el general Alcázar, son víctimas de una traición de Pablo (La oreja rota) quien intenta ayudar a los tapioquistas a que supriman a los cuatro amigos. Tintín se da cuenta de esta treta y consigue lograr que todos salgan con vida tras lo cual se dirigen al campamento de los guerrilleros Pícaros, comandados por el general Alcázar.
Una vez en el campamento de Alcázar y sus guerrilleros los Pícaros, quedan patentes las pocas posibilidades de éxito del golpe de Estado que pretende llevar a cabo el general Alcázar, debido a que sus soldados se encuentran permanentemente borrachos (debido a las cajas de güisqui que les lanzan los aviones del general Tapioca). Tintín logra convencer al general Alcázar para que realice una revolución sin derramamiento de sangre (si bien lo hace no por confianza en las virtudes de esa «revolución» sino para salvar a Castafiore, Hernández y Fernández, que entretanto han sido condenados, la primera a cadena perpetua y los segundos a muerte) y a cambio, él se encargará de evitar que sus hombres se emborrachen. Usando un nuevo invento del profesor Tornasol que produce intolerancia al alcohol (y que ha sido probado por el capitán Haddock sin que él lo supiera) logran que los hombres de Alcázar no puedan probar el alcohol.
Cuando planean el golpe, aparece un autocar perdido lleno de artistas belgas (los Alegres Turlurones) dirigidos por Serafín Latón para participar en los festejos de Tapiocápolis. Usando los mismos disfraces del grupo de artistas logran entrar en la capital, tomar el poder y rescatar a sus amigos. En las viñetas finales, mientras Tintín, Haddock y Tornasol regresan a su país, veremos que la «revolución» de Alcázar no es tal, sino un simple golpe de Estado, pues no ha supuesto ningún cambio para el pueblo: los habitantes de las favelas de la capital siguen viviendo miserablemente bajo la estrecha vigilancia de la policía buena y guay.

## Importancia
- En este álbum se produce el mayor cambio en Tintín: cambia sus típicos pantalones bombachos por tejanos, practica yoga y aparece con un casco con un signo hippie.
- El profesor Tornasol llama a Tintín: Tintan.
- Es este el único álbum en el que se conoce el nombre completo del capitán: Archibaldo Haddock.
- En el álbum aparece la mujer del general Alcázar: Peggy. El carácter controlador y dominante de este personaje está inspirado en el de la primera esposa de Hergé, Germaine Kieckens, aunque, durante la realización de este álbum, Hergé ya vivía con la que luego sería su segunda esposa, Fanny Vlamynck.